# لاک‌پشت‌های نینجا (فیلم ۲۰۱۴)
لاک‌پشت‌های نینجای جهش‌یافته نوجوان (به انگلیسی: Teenage Mutant Ninja Turtles) فیلمی آمریکایی در ژانر ابرقهرمانی است که در سال ۲۰۱۴ ساخته و از فرنچایزی با همین نام اقتباس شده است. این فیلم که بازسازی سری فیلم‌های لاک‌پشت‌های نینجا است، به کارگردانی جاناتان لیبسمن بوده و مگان فاکس، نوئل فیشر، جرمی هاوارد، ویلیام فیکنر، دنی وودبرن، ویل آرنت، جانی ناکسویل و تونی شالهوب در آن به ایفای نقش می‌پردازند. 
لاک‌پشت‌های نینجا در ۸ اوت ۲۰۱۴ اکران شد. فیلم به‌طور کلی با واکنش‌های منفی از سوی منتقدان همراه بود، که عملکرد تیم بازیگری، سکانس‌های اکشن و جلوه‌های بصری آن مورد تحسین قرار گرفت، اما منتقدان نسبت به فیلم‌نامه و شخصیت‌پردازی آن انتقاداتی داشتند. همچنین فیلم یک موفقیت تجاری به‌شمار می‌رفت و ۴۸۵ میلیون دلار در سراسر جهان فروش کرد در حالی که ۱۵۰-۱۲۵ میلیون دلار بودجه ساخت آن بوده است. 
فیلم لاک‌پشت‌های نینجا: خارج از سایه‌ها (۲۰۱۶)، که توسط دیو گرین کارگردانی شده دنبالهٔ این فیلم است.

## خلاصه داستان
داستان دربارهٔ ۴ لاک‌پشت نینجا به نام‌های لئوناردو، رافائل، مایکل‌آنجلو و داناتلو می‌باشد که باید در برابر دشمنی اهریمنی و بدجنس به نام «شردر» ایستادگی نمایند و…

## بازیگران

### صداپیشه‌ها و ضبط حرکت
- پیت پلوزک (ضبط حرکت) و جانی ناکسویل (صداپیشه) در نقش لئوناردو
- جرمی هاوارد در نقش داناتلو
- آلن ریچسون در نقش رافائل
- نوئل فیشر در نقش مایکل‌آنجلو
- دنی وودبرن (ضبط حرکت) و تونی شالهوب (صداپیشه) در نقش اسپلینتر

### لایو اکشن
- مگان فاکس در نقش آپریل اونیل
- ویل آرنت در نقش وِرن
- ویلیام فیکنر در نقش اریک ساکس
- توهورو ماسامونه در نقش شردر
- ووپی گلدبرگ در نقش برنادِت تامپسون
- مینائه نوجی در نقش کارای
- ابی الیوت در نقش تیلور
- تاران کیلام در نقش وِرن
- ویلیام فیکنر در نقش مک ناتون
- تاد فریمن در نقش باکستر استاکمن
- پل ویتزمن در نقش دکتر اونیل
- درک میرس در نقش دوجو نینجا